# تشارلز داي
تشارلز داي (بالإنجليزية: Charles Day)‏ هو مجدف أمريكي، ولد في 19 أكتوبر 1914 في كولفيل في الولايات المتحدة، وتوفي في 26 مايو 1962 في سياتل في الولايات المتحدة.

## وصلات خارجية
- تشارلز داي على موقع الاتحاد الدولي للتجديف (الإنجليزية)
- تشارلز داي على موقع اللجنة الأولمبية الدولية (الإنجليزية)
- تشارلز داي على موقع أوليمبيديا (الإنجليزية)